# Dirk Bouts
Dirk Bouts, Dieric Bouts (ur. ok. 1415 roku w Haarlemie, zm. 6 maja 1475 roku w Leuven) – niderlandzki malarz.

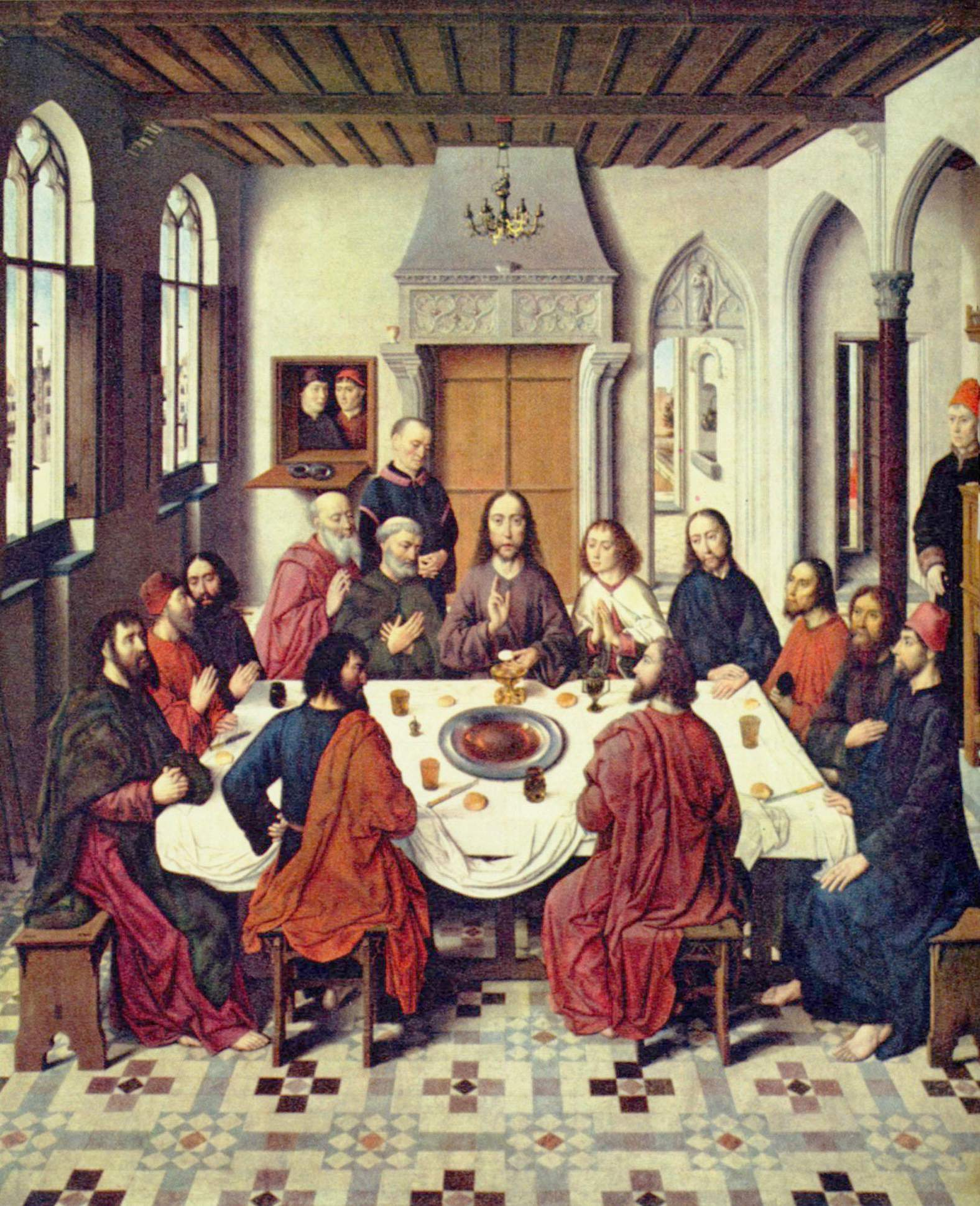
Ostatnia wieczerza – centralna część retabulum Ołtarza Eucharystii – kościół św. Piotra w Leuven

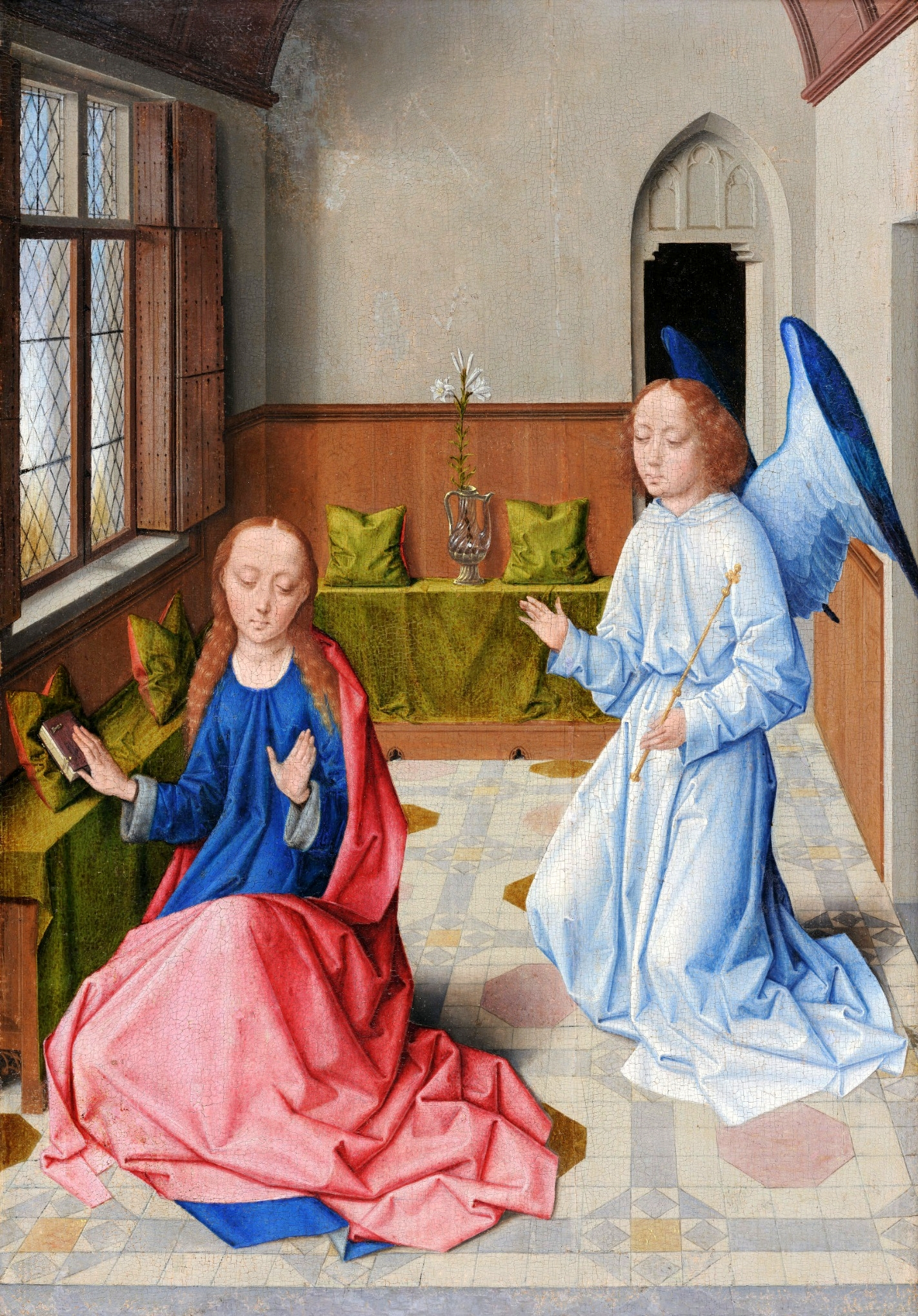
Zwiastowanie, Muzeum Czartoryskich w Krakowie

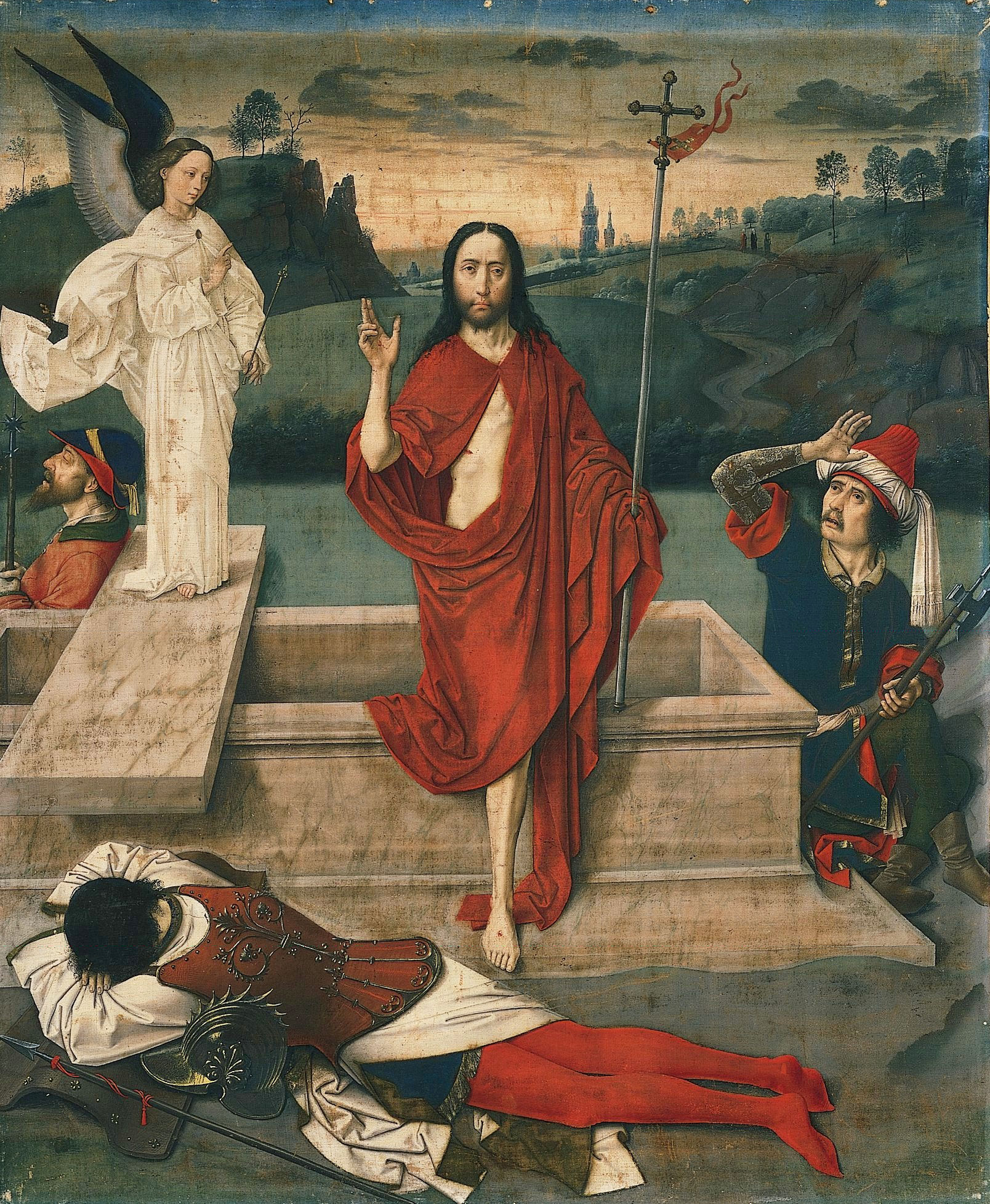
Zmartwychwstanie, Norton Simon Museum w Pasadenie

## Życiorys
Prawdopodobnie urodził się w mieście Haarlem. Działał głównie w Lowanium (Leuven), gdzie od 1462 roku pełnił funkcję malarza miejskiego. Był jednym z pierwszych malarzy północnoeuropejskich stosujących perspektywę liniową z jednym punktem zbiegu, jak w przypadku Ostatniej Wieczerzy w Ołtarzu Eucharystii z kościoła Sint-Pieterskerk w Lowanium. Sztywne postacie w kompozycjach Boutsa są przeważnie wysmuklone, o wysokich czołach i mało zindywidualizowane.
Bouts był kolorystą, co przejawia się w jego pracach, zarówno w bocznych skrzydłach Ołtarza Eucharystii (1465–1468), jak i w Pokłonie Trzech Króli (ok. 1450). W stosowanej przez niego gamie barwnej dominują oliwkowa zieleń, karmin, błękit, fiolet i biel, stosowana w subtelny sposób. W jednym ze skrzydeł tryptyku, którego środkową część stanowi Pokłon Trzech Króli, przedstawił źródło światła w obrazie jako bladą tarczę słoneczną widoczną w głębi.
Innymi ważnymi dziełami artysty są prace wyrażające jego stosunek do sprawiedliwości cesarza Ottona III (1468 r.). Malarzowi zlecono zaprojektowanie ich do sali głównej ratusza, co sugeruje, że odnosił się do obrazów Rogera van der Weydena w ratuszu brukselskim.
Miał dwóch synów, którzy również zostali malarzami: Alberta Boutsa i Dirka Boutsa, nazwanego tym samym imieniem co ojciec. Ze szkoły Dirka Boutsa pochodzi m.in. Dyptyk Mater Dolorosa i Ecce Homo.

## Twórczość
Dirkowi Boutsowi przypisywane jest stworzenie następujących dzieł:
- Chrystus w domu Szymona – 1446–1454 lub po 1460, deska 40 × 61, Gemäldegalerie
- Tryptyk Ukrzyżowania
  - Ukrzyżowanie – (1450–1455), (tablica środkowa) Musées Royaux des Beaux-Arts w Brukseli
  - Zwiastowanie – (1450–1455), Musées Royaux des Beaux-Arts w Brukseli
  - Złożenie do grobu – (1450–1455), tempera na płótnie, 90,2 x 74,3 cm, National Gallery w Londynie
  - Pokłon Trzech Króli – (1450–1455), niezachowany 
  - Zmartwychwstanie – (1450–1455), tempera na płótnie, 89 x 72,5 cm, Norton Simon Museum of Art, Pasadena
- Tryptyk Pasji – ok. 1458–1475, Capilla Real, Granada
  - Ukrzyżowanie
  - Zdjęcie z krzyża
  - Zmartwychwstanie
- Tryptyk męczeństwa św. Erazma – (tryptyk) ok. 1457–1464, olej na desce, 34 x 148 cm, kościół św. Piotra w Leuven
  - Święty Hieronim
  - Święty Bernard z Clauvaux
- Madonna z Dzieciątkiem w oknie v najwcześniej po 1451, prawdopodobnie po 1457–1457, tempera na desce, 27,9 x 24,1 cm, kolekcja prywatna
- Ecce Agnus Dei – 1456–1475, Stara Pinakoteka Monachium
- Tryptyk maryjny – 1454–1464, Prado Madryt
  - Zwiastowanie
  - Nawiedzenie i Narodziny
  - Pokłon Trzech Króli
- Portret mężczyzny – 1462, olej na desce, National Gallery w Londynie
- Perła Brabancji – Tryptyk Pokłonu Trzech Króli – 1456–1462, Stara Pinakoteka Monachium
  - Święty Jan Chrzciciel
  - Święty Krzysztof
  - Święta Katarzyna (na rewersie) – grisailles
  - Święta Barbara (na rewersie) – grisailles
- Ołtarz Eucharystii –  1464–1467, olej na desce, 185 x 294 cm, kościół św. Piotra w Leuven
- Tryptyk Męczeństwa św. Hipolita – po 1468, olej na desce, 90 x 89,2 cm (środkowa tablica), 92 x 41 cm (każde skrzydło), Museum of Sint Salvator Kathedral w Brugii
- Oblicze Chrystusa-Vera effigies Ihesu Christi – 1458–1464, Museum Boijmans Van Beuningen, Rotterdam
- Mojżesz i krzew gorejący – 1458–1464, Philadelphia Museum of Art, Filadelfia
- Koronacja Marii – 1458–1464, Gemäldegalerie, Berlin
- Opłakiwanie – 1462–1476, Luwr, Paryż
- Maria z Dzieciątkiem i śpiewającymi aniołami –  po 1470–1475, Capilla Real, Granada
- Maria z Dzieciątkiem – po 1470–1476, Gemäldegalerie, Berlin
- Maria z Dzieciątkiem – Metropolitan Museum of Art, Nowy Jork
- Maria z Dzieciątkiem – Museo Nazionale del Bergello, Florencja
- Maria z Dzieciątkiem – The Museum of Fine Arts, San Francisco
- Chrystus w koronie cierniowej National Gallery w Londynie
- Maria z Dzieciątkiem – Fogg Art Museum, Cambridge
- Maria z Dzieciątkiem na złotym tronie – Luwr, Paryż
- Portret mężczyzny – Metropolitan Museum of Art, Nowy Jork
- Sprawiedliwość cesarza Ottona III – ok. 1460, Musées Royaux des Beaux-Arts, Bruksela